# Utricularia bisquamata
Utricularia bisquamata ist eine fleischfressende Pflanzenart aus der Gattung der Wasserschläuche in der Sektion Calpidisca.

## Merkmale
Utricularia bisquamata ist eine einjährige, terrestrische Pflanze von kriechendem Wuchs. Die smaragdgrünen, 1 mm schmalen Laubblätter erreichen eine Länge bis zu 1,5 cm und sind am Blattende abgerundet. Die Fallen der Pflanze sitzen an einem kurzen Stängel und erreichen einen Durchmesser von 1,0 bis 1,5 mm. Sie sind sektionstypisch an allen vegetativen Teilen der Pflanze zu finden. Über und unter dem Falleneingang sitzen tentakelähnliche Anhängsel.
Die Blüten erscheinen einzeln oder zu sechst an langen, zierlichen Stängeln und sind zweifarbig. Verschiedene Formen von weißen Blüten über Blüten mit gelbem Punkt bis zu Blüten mit gelbem und violettem Punkt sind bekannt. Auch die Blütengröße variiert von wenigen Millimetern bis zu einem Zentimeter. Blütezeit ist von August bis Januar, in Angola blüht die Art von Februar bis April. Die Samen der Pflanze sind nur 0,25 mm lang.

## Verbreitung und Habitat
Utricularia bisquamata ist in Südafrika, Namibia, Angola sowie auf Madagaskar heimisch. Sie bewohnt feuchte, offene Stellen mit sandigen oder torfigen Böden, aber auch Sphagnumpolster auf Felsen. Im Allgemeinen ist die Pflanze in Höhenlagen von 0 bis 1200 Metern zu finden, für Angola sind auch Standorte bis 2250 m Höhe bekannt.

## Systematik
Utricularia bisquamata wurde um 1824 vom deutschen Botaniker Franz von Paula Schrank erstbeschrieben. Ihr Artepitheton bisquamata bedeutet „zweigepunktet“ und bezieht sich auf zwei markante Punkte auf den Petalen. Sie wird der Sektion Calpidisca zugeordnet. Mit Utricularia pentadactyla ist U. bisquamata direkt verwandt.